# ميتشيل دونالد
ميتشيل دونالد (بالهولندية: Mitchell Donald)‏ (10 ديسمبر 1988 أمستردام هولندا - ) هو لاعب كرة قدم هولندي، يلعب كلاعب وسط.

## وصلات خارجية
ميتشيل دونالد على موقع الاتحاد الأوربي (الإنجليزية)
- ميتشيل دونالد على موقع اتحاد تركيا (لاعب) (الإنجليزية)
- ميتشيل دونالد على موقع قاعدة بيانات كرة القدم.إي يو (الإنجليزية)
- ميتشيل دونالد على موقع Soccerbase.com (لاعب) (الإنجليزية)
- ميتشيل دونالد على موقع Soccerway.com (الإنجليزية)
- ميتشيل دونالد على موقع عالم كرة القدم.نت (الإنجليزية)